# Cerdas Barus
Cerdas Barus (Karo, Noord-Sumatra, 1 januari 1961) is een Indonesische dove schaker. Hij is sinds 2003 een grootmeester (GM). Drie keer won hij het schaakkampioenschap van Indonesië. 
In 2002 werd hij tweede op het toernooi in Surabaya. In 2011 won hij het Telin International toernooi in Jakarta.
Op het Penang Open toernooi in Maleisië in december 2015 eindigde hij gedeeld 11e met 6 pt. uit 9 rondes. Er waren 119 deelnemers.

## Schaakteams
Hij speelde met het nationale team van Indonesië in de Schaakolympiades van 1984, 1988, 1990, 1994, 1996, 2000 en 2002. In 2002 behaalde hij een individuele gouden medaille voor zijn resultaat aan het derde bord.

## Externe koppelingen
- (en)   Informatie over schaakpartijen van Cerdas Barus op ChessGames.com
- (en)   Informatie over schaakpartijen van Cerdas Barus op 365chess.com
- (en)  FIDE-ratinggegevens voor Cerdas Barus